# Финкенштайн (дворец, Польша)
Дворец Финкенштайн (нем. Schloss Finckenstein, пол. Pałac w Kamieńcu) — руины дворцового комплекса в стиле барокко, построенного в 1720 году в бывшей Западной Пруссии, примерно в семи километрах к северо-востоку от Розенберга (современный город Суш). В настоящее время дворец находится на территории Варминьско-Мазурского воеводства, Польша. Комплекс был полностью разрушен во время Второй мировой войны во время сражений в Пруссии. С 1945 года остаётся в руинах.

## История

### XVIII век

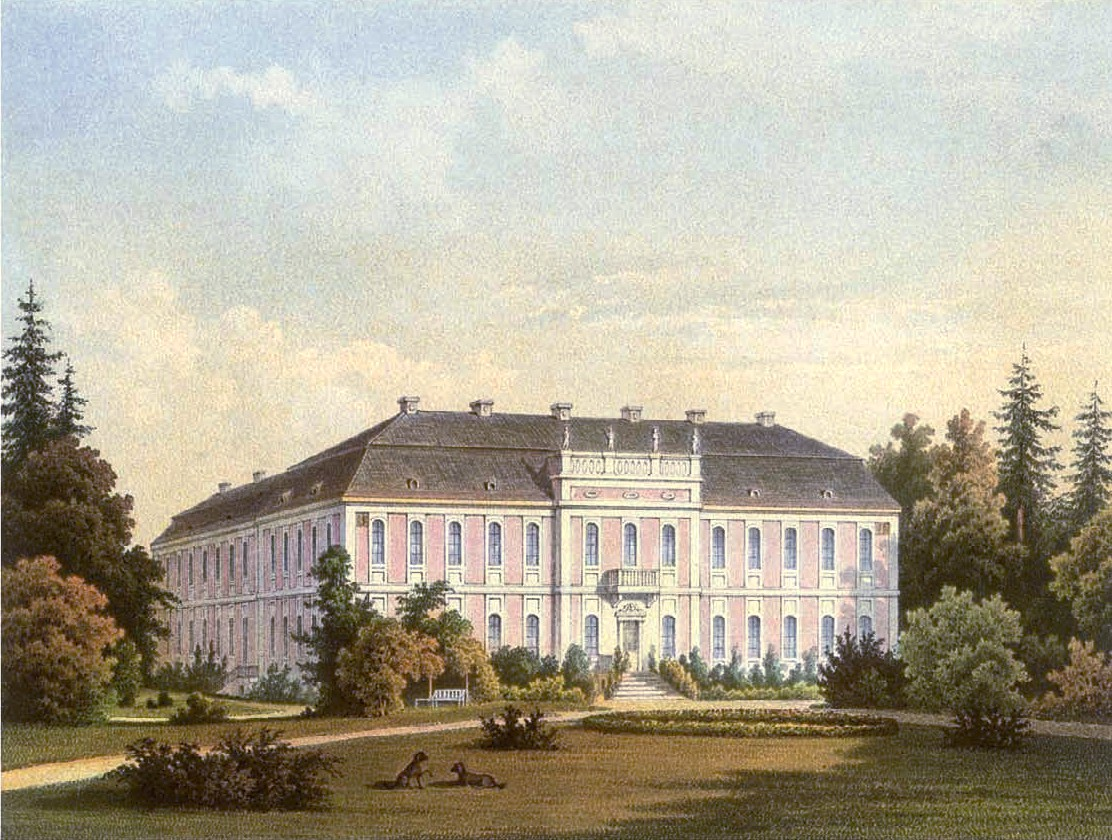
Дворец на картине 1866 года

Дворец был построен по приказу прусского генерал-лейтенанта Альбрехта Конрада Финка фон Финкенштейна, героя Битвы при Мальплаке и будущего фельдмаршала. Само поместье он купил ещё в 1705 году за 78 000 гульденов. Строительные работы велись в период между 1716 и 1720 годами. Автором проекта, вероятно, были архитекторы Жан де Бодт и Джон фон Коллас. Здание проектировалось в соответствии со вкусами прусского короля Фридриха I и его преемника Фридриха Вильгельма I. Король, вдохновляя владельца на щедрые инвестиции в замок, даже распорядился переименовать ближайший городок Хаберсдорф в Финкенштайн.
Прусскому королевству, преобразованному лишь в 1701 году из герцогства, ради соображений престижа требовались роскошные барочные резиденции. Поэтому верховные власти всячески стимулировали строительство респектабельных дворцов и замков. Примерно в это же время были построены резиденции Фридрихштайн и Дёнхофштедт (принадлежащие графам фон Дёнхофф), Шлобиттен и Шлодиен (графы фон Дона) и Капустигалль (графы фон Вальдбург). Из всех этих сооружений до наших дней в сравнительно целом виде сохранился только Дёнхофштедт.
Дворец и поместье оставались во владении семьи Финк фон Финкенштайн до 1782 года. Из-за красоты (в том числе не только фасадов, но также внутренних интерьеров и окружающего парка) резиденцию нередко назвали Восточно-прусским Версалем.
Позднее собственниками комплекса оказались графы Дона-Шлобиттен. Значительную часть мебели, картин и других ценных предметов интерьера они перевезли в свою родовую резиденцию Шлобиттен.
В течение XVIII века во дворце неоднократно останавливались прусские короли во время своих путешествий из Берлина в Кёнигсберг и обратно. В частности, здесь неоднократно ночевали Фридрих Вильгельм I и Фридрих Вильгельм II.

### Штаб-квартира Наполеона

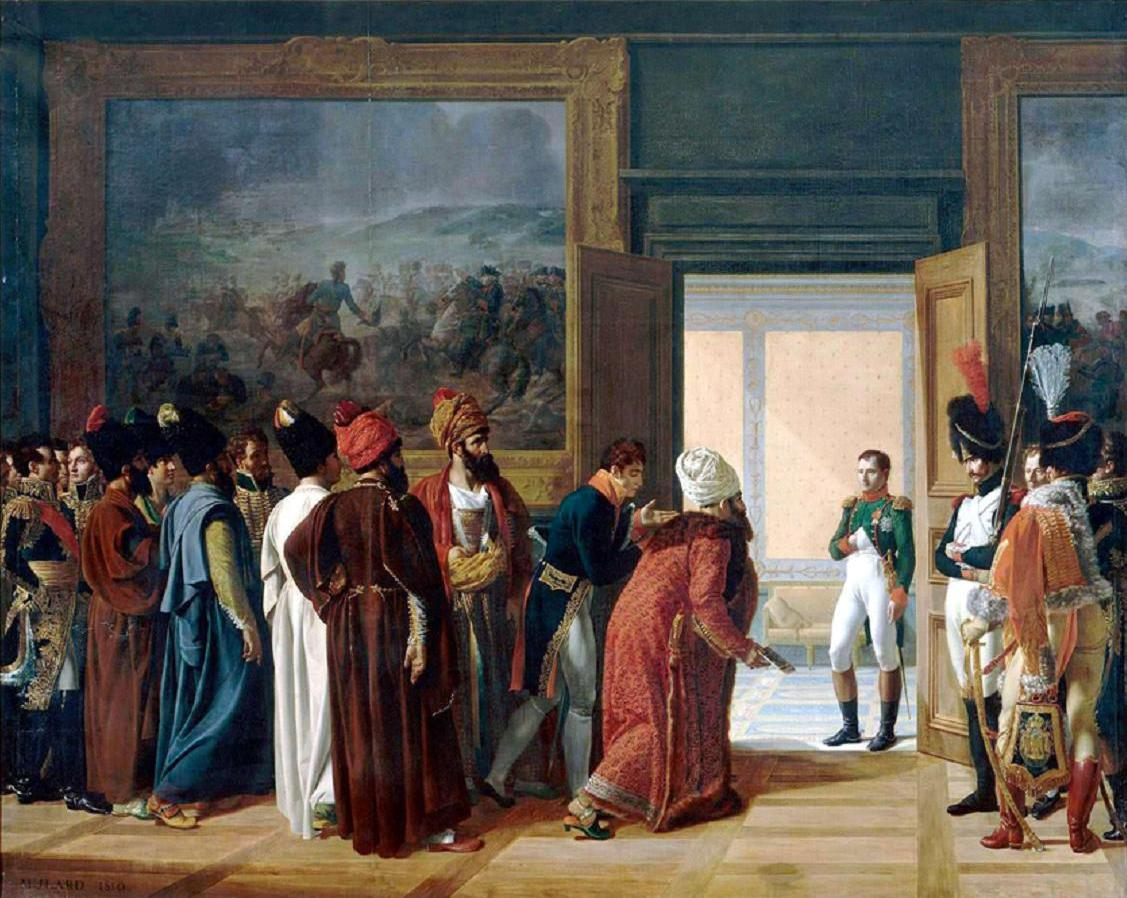
Наполеон принимает персидских послов в Финкенштейнском дворце. Франсуа Мулар

Во время войны с Пруссией и Россией (Война четвёртой коалиции) во дворце устроил свою штаб-квартиру Наполеон I Бонапарт. Это событие сделало комплекс необычайно известным. Ведь именно сюда съезжались послы и делегации со всей Европы и даже из других частей света, в частности из Персии. Наполеон оставался в Финкенштайне с апреля по июнь 1807 года. Рассказывали, что когда французский император, уставший от не очень комфортной походной жизни, впервые увидел дворцовый комплекс, он воскликнул: «Enfin un château!» (Наконец-то дворец!).
По имени дворца назван Финкенштейнский договор, заключённый между Францией и Персией. Дело в том, что именно здесь велись переговоры и были достигнуты соглашения о совместных действиях против англичан.
Кроме того, во дворце начался роман Наполеона с графиней Марией Валевской, имевший важные последствия в личной жизни императора (после бесплодного брака с Жозефиной Богарне и рождения сына от Валевской он понял, что может иметь детей; последовали развод с Жозефиной и сватовство к принцессам из династий Романовых и Габсбургов).
После завершения Наполеоновских войн во дворце снова поселились представители семейства фон Дона. При этом они оставили в том же состоянии спальню с огромной кроватью под балдахином, в которой ночевал Наполеон. Эта комната стала достопримечательностью замка и её охотно показывали гостям.

### XX век, разрушение

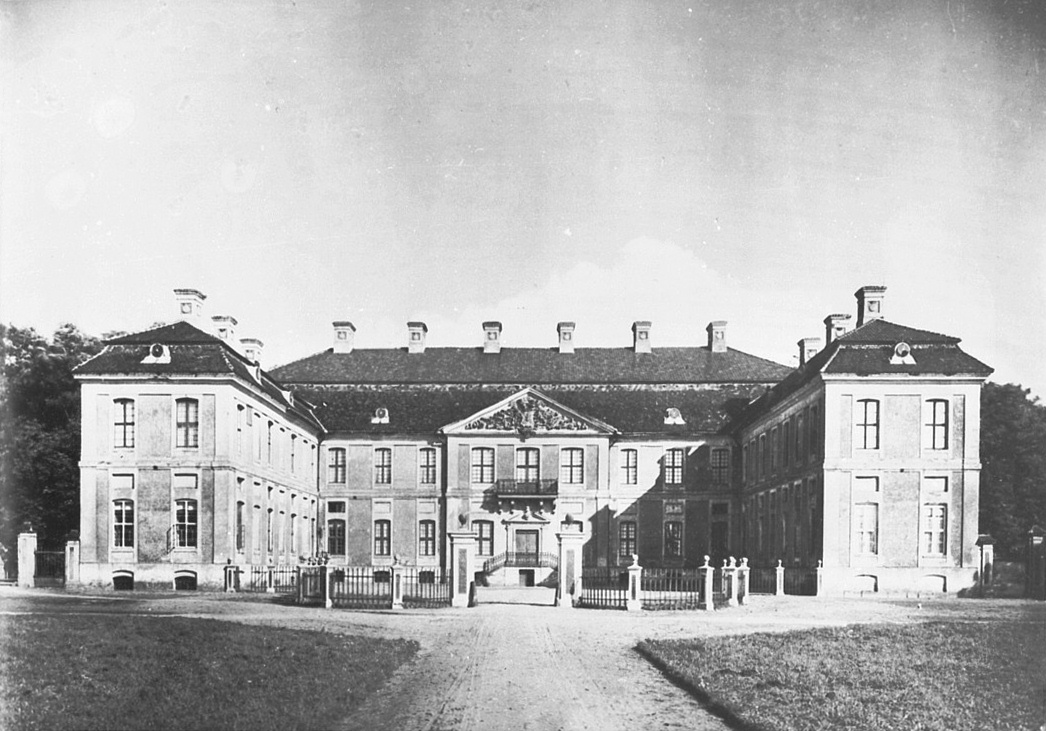
Дворец на фотографии 1931 года

В 1900 году произошла реконструкция дворцового комплекса. Кроме того, были проведены обширные работы по благоустройству окружающего резиденцию парка.
До самого конца Второй мировой войны Финкенштайн продолжал оставаться в собственности наследников семьи фон Дона-Шлобиттен. Последним владельцем был Альфред цу Дона-Шлобиттен (1917—1988), служивший во время войны офицером-танкистом. В самом начале 1945 года обитатели замка, среди которых были мать Альфреда, урождённая Клотильда де Форкад де Биа, и его сестра Марианна, вдова графа Рейнхольда фон Кроккофф, были вынуждены спасаться бегством. Вместе с маленькими детьми и несколькими близкими людьми им пришлось преодолеть значительное расстояние пешком по снегу в сторону моря для эвакуации морем на запад.
В январе 1945 года замок оказался в зоне жарких боёв между советской армией и гитлеровскими войсками. 22 января части РККА захватили серьёзно повреждённый в результате артиллерийского обстрела дворец и разграбили его.
По итогам послевоенных договорённостей между державами-победительницами территория Западной Пруссии была включена в состав Польши. С той поры бывший дворец продолжает лежать в руинах.
В 1947 году замок был подожжён. В огне погибли интерьеры, сгорели крыша и перекрытия. От бывшего барочного комплекса остались только стены.

## Описание
Дворец состоял из трёх двухэтажных зданий: главного и двух боковых крыльев. Все корпуса примыкали друг к другу под прямым углом. Центральный фасад был украшен треугольным тимпаном, в котором находился герб семьи фон Финкенштайн, поддерживаемый двумя львами. Центральная часть дворца и боковые крылья имели одинаковые размеры 65,5×83,5 м. Весь комплекс укрывала черепичная крыша. Некоторые архитектурные элементы из песчаника относятся к стилю рококо. Мансардная крыша была сделана из зелёного глазурованного кирпича и имела 12 дымоходов. Верхнюю часть фасада украшали четыре скульптуры: Юпитера, Юноны, Геркулеса и Венеры.
Вокруг дворца был разбит большой парк с садом. Там был построен романтический грот по образцам французских. До наших дней сохранились фрагменты каналов, которые соединяли комплекс с близлежащим озером — заповедником Гауда.

## Известные уроженцы дворца
- Фридрих Фердинанд Александр цу Дона-Шлобиттен[нем.] (1771—1831) — крупный прусский землевладелец и политик.
- Родриго цу Дона-Финкенштайн[нем.] (1815—1900) — крупный немецко-прусский землевладелец и политик.

## В кино
В 1937 году в голливудском фильме «Мария Валевская», где главные роли сыграли Грета Гарбо (Валевская) и Шарль Буайе (Наполеон), показан в том числе и замок Финкенштайн. Но это было не оригинальное здание, а специально построенные декорации.

## Галерея

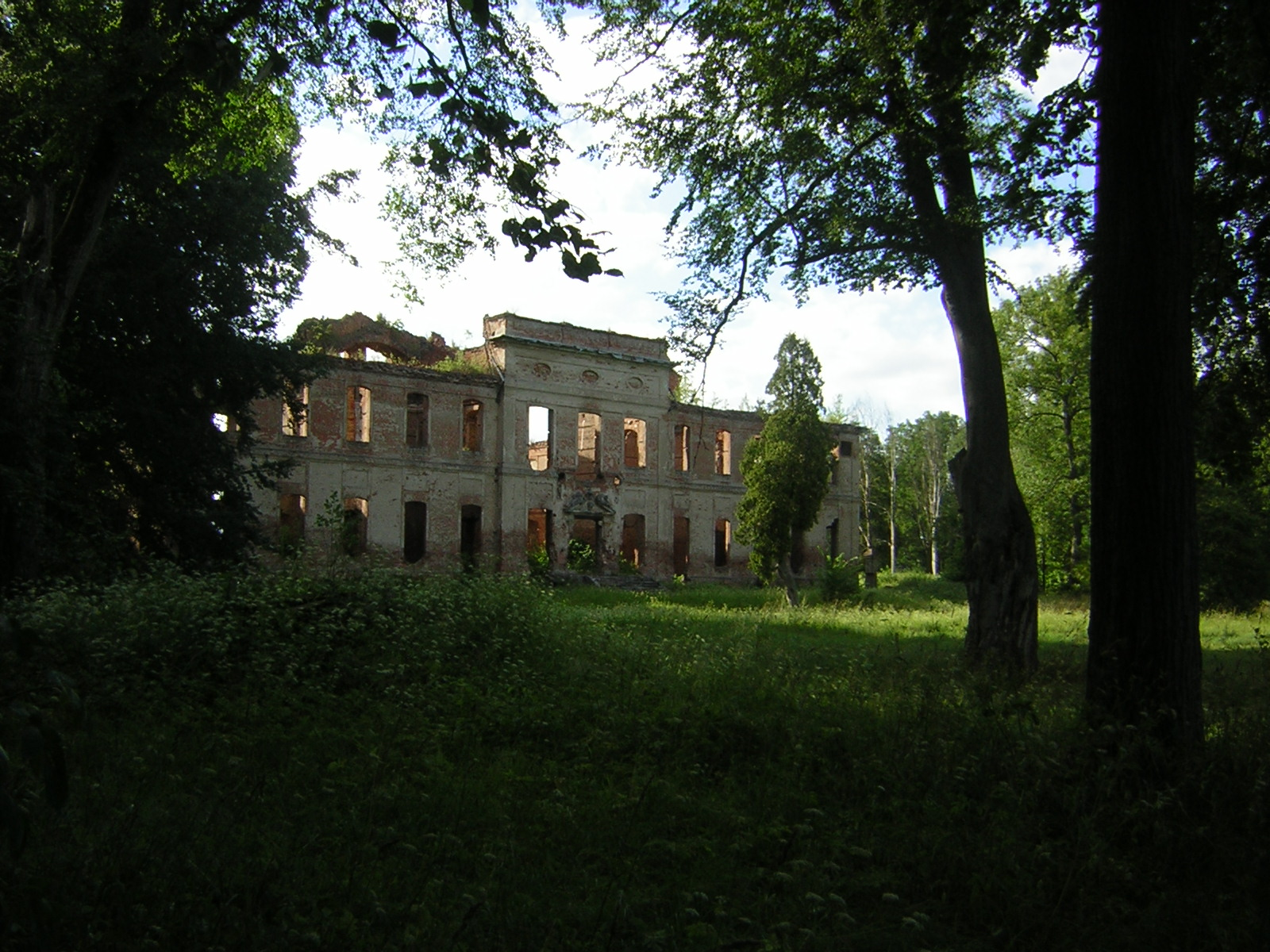
Руины дворца Финкенштайн
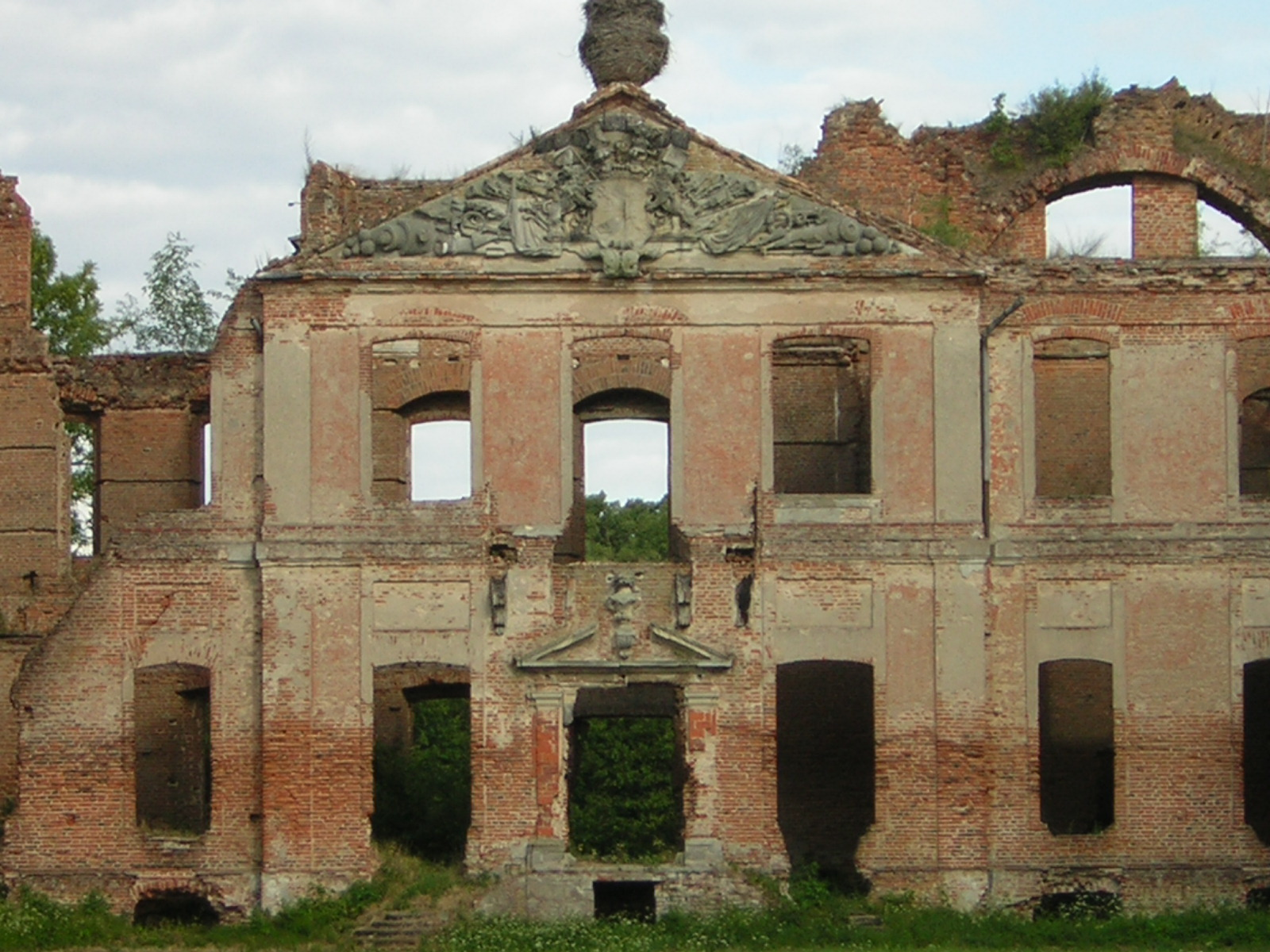
Главный фасад с тимпаном
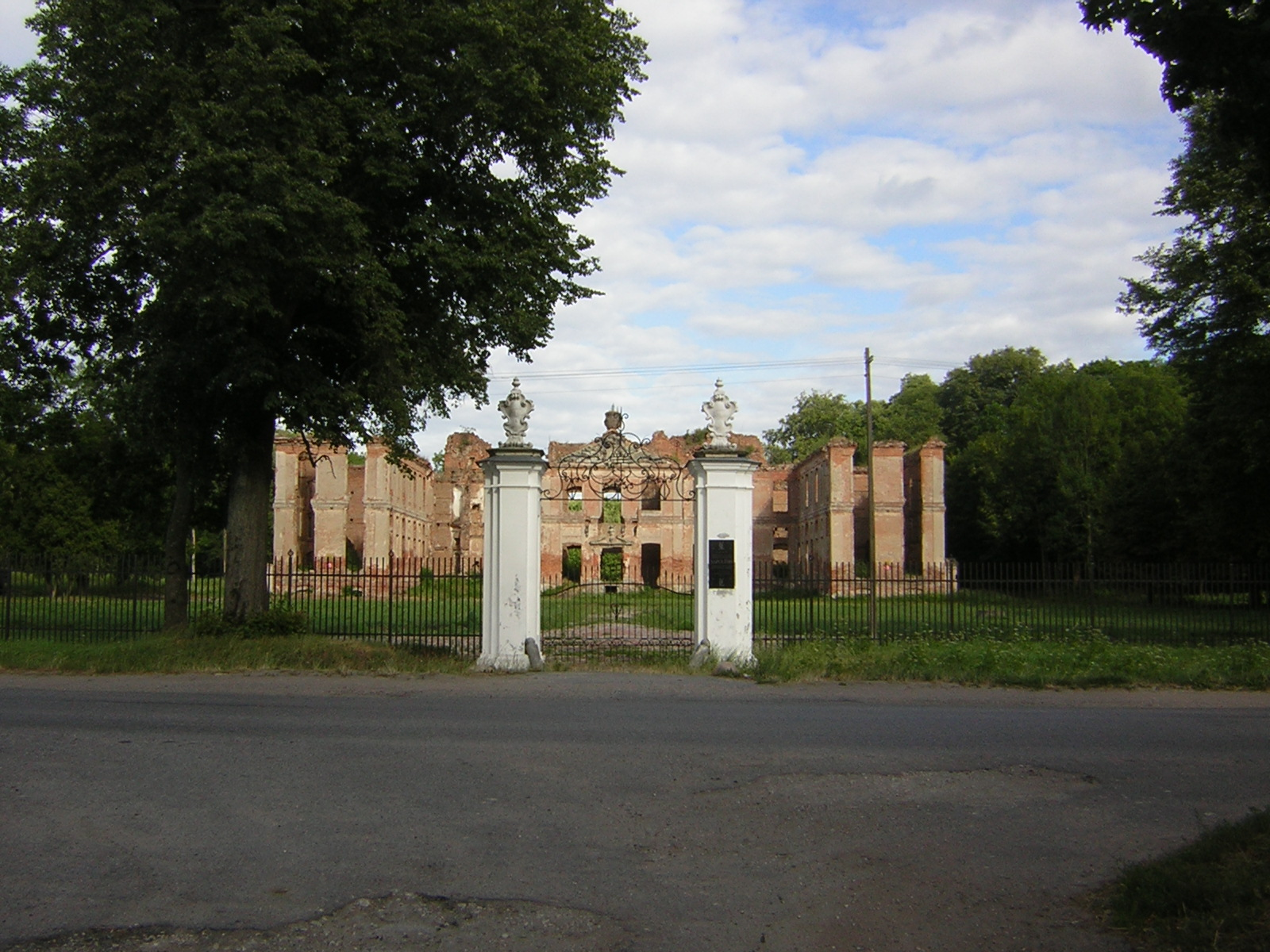
Вид со стороны главных ворот
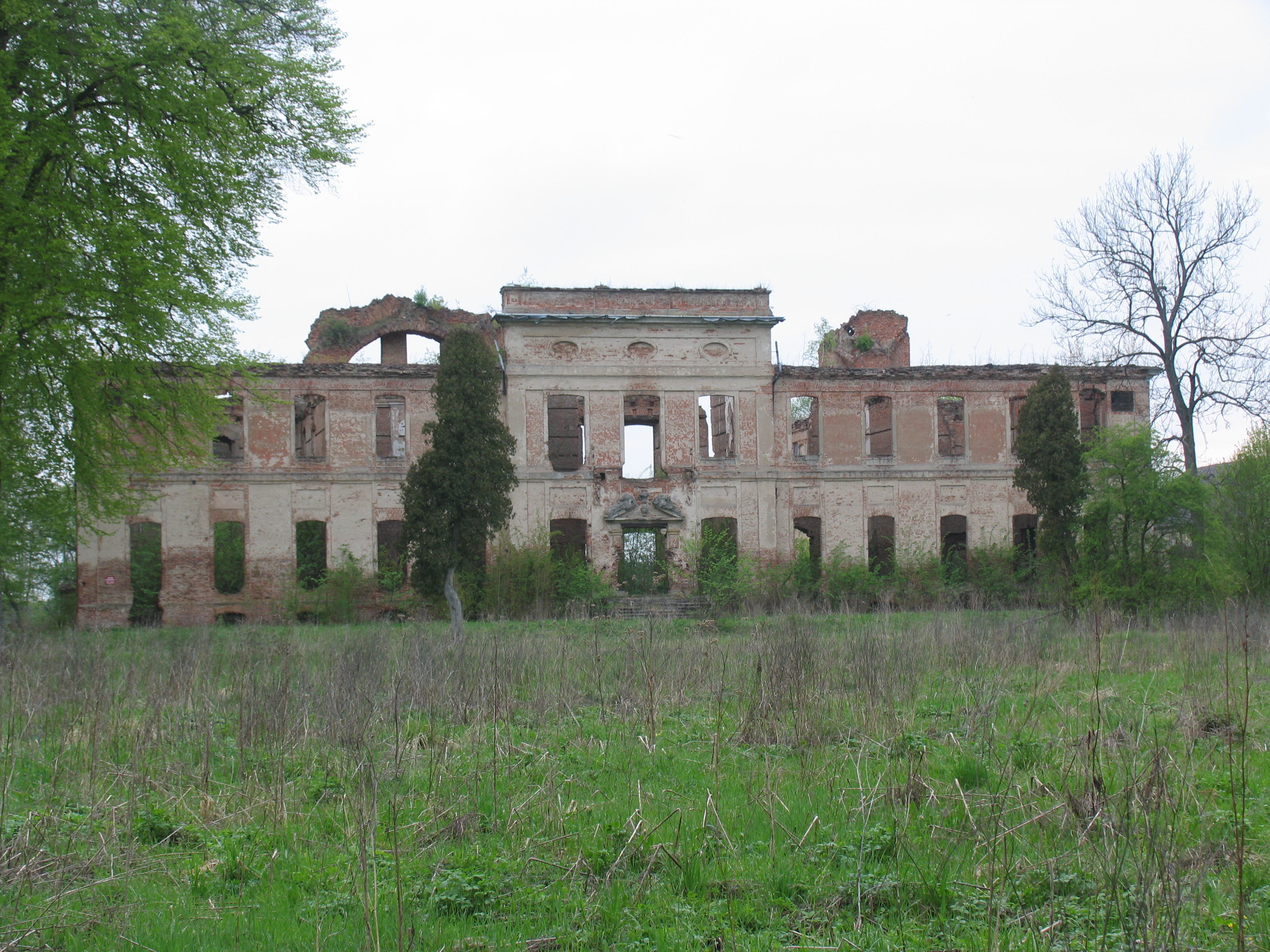
Руины фасада